# Ivan Taïeb
Ivan Taïeb est un producteur de cinéma,  acteur et réalisateur français.

## Biographie
Ivan Taïeb est le mari de l'actrice et réalisatrice Laure Marsac.

## Filmographie

### Producteur
- 1991 : Ragazzi de Mama Keïta (+ coscénariste)
- 2007 : Le Quatrième Morceau de la femme coupée en trois de Laure Marsac
- 2009 : Je suis venu pour elle (+ réalisateur)
- 2015 : Asphalte de Samuel Benchetrit

### Réalisateur
- 2009 : Je suis venu pour elle

### Acteur
- 1991 : Ragazzi de Mama Keïta
- 2007 : Le Quatrième Morceau de la femme coupée en trois de Laure Marsac
- 2009 : Je suis venu pour elle
- 2014 : Une rencontre de Lisa Azuelos : Michel